# Henry-Louis de La Grange
Pour les articles homonymes, voir La Grange.
Henry-Louis de La Grange, né le 26 mai 1924 dans le 7e arrondissement de Paris et mort le 27 janvier 2017 à Morges en Suisse, est un musicologue français, biographe de Gustav Mahler.

## Biographie
Henry-Louis de La Grange est né à Paris d’une mère américaine, Emily Sloane, et d’un père français, Amaury de La Grange, qui fut sénateur, ministre, et vice-président de la Fédération internationale de l’aviation. Henry-Louis fit des études de littérature à New York, à l’université d’Aix-en-Provence et à la Sorbonne. De 1946 à 1947 il étudia au Conservatoire de musique de l’université Yale, puis, de 1948 à 1953, à Paris le piano avec Yvonne Lefébure et l’harmonie, le contrepoint et l’analyse avec Nadia Boulanger,,.
Henry-Louis de La Grange commença ses activités de critique musical en 1952, en écrivant des articles pour le New York Herald Tribune et le New York Times, ainsi que les magazines Opera News, Saturday Review, Musical America, et Opus aux États-Unis, et Arts, Disques, La Revue Musicale, et Harmonie en France.
Henry-Louis de La Grange entendit pour la première fois la musique de Gustav Mahler, la Neuvième Symphonie, le 20 décembre 1945 lors d’un concert au cours duquel le disciple de Mahler, Bruno Walter dirigeait la première exécution de l’ouvrage par le New York Philharmonic. Henry-Louis de La Grange avait assisté à ce concert car il était un grand admirateur de ce chef, mais il en savait cependant très peu au sujet de Mahler, qui à cette époque, était beaucoup moins connu qu’aujourd’hui. Henry-Louis de La Grange  fut surpris par la longueur de la symphonie et son style inhabituel, ce qui stimula son intérêt. Il fut peu à peu de plus intéressé par Mahler et se mit à étudier sérieusement sa vie et son œuvre,,. Il rencontra la veuve de Mahler, Alma Mahler, en 1952, et devint un ami proche de sa fille Anna, et rencontra pour des interviews d’autres contemporains du compositeur. Il effectua de nombreuses recherches en Europe et en Amérique du Nord, et, peu à peu, réunit une importante collection, qui est aujourd’hui l’une des sources d’archives les plus importantes au monde concernant Mahler et son époque. Ces documents font maintenant partie d’une bibliothèque multimedia, la Médiathèque Musicale Mahler, dont le nom initial était la Bibliothèque Gustav Mahler, qu’il fonda avec Maurice Fleuret en 1986.
Le premier volume de sa biographie de Mahler fut publié par Doubleday (New York) en 1973, et Gollancz (London) en 1974. Une version révisée et allongée en français fut publiée par Fayard en 1979. Elle fut suivie par deux volumes additionnels en 1983 et 1984, la série complète atteignant la longueur finale de 3600 pages environ. Le matériau additionnel fut publié ultérieurement en trois volumes supplémentaires en anglais par Oxford University Press (1995–2008). Cet ouvrage a reçu le prix Deems Taylor (U.S. 1974), le Prix du meilleur livre de musique attribué par le Syndicat de la critique dramatique et musicale (France 1983), et le Grand Prix de Littérature musicale de l’Académie Charles-Cros (France 1984). Au volume II de l’édition Oxford, a été décerné le prix de la Royal Philharmonic Society à Londres.
Henry-Louis de La Grange a donné des conférences au sujet de Mahler dans le monde entier, aux États-Unis, au Canada, en Angleterre, en Irlande, en Suède, en Norvège, en Belgique, aux Pays-Bas, en République tchèque, en Hongrie, en Espagne, en Italie, au Maroc et en Asie, au Japon, à Hong Kong, en Indonésie, aux Philippines, en Australie et en Nouvelle-Zélande. Il a également été invité à tenir des conférences à l’Université Stanford, à l’Université Columbia et à l’Indiana University (1974–81), à l’Université de Genève (1982), à l’Université de Leipzig, à la Juilliard School, à l’Université de Californie à Los Angeles (1985), à l’Université de Budapest (1987), à l’Université de Hambourg (1988), à l’Université d’Oslo (1993), au  Conservatoire de Paris, ainsi que dans les Universités de Kyoto, Hong Kong, Wellington, Sydney, Canberra, Melbourne, Boulder, et San Francisco (1998). Il a également enseigné dans un séminaire de DEA de l’École normale supérieure à Paris (1986).
Il a dirigé le Festival "Les Nuits d'Alziprato" en Corse pendant cinq ans (1974–1979), ainsi que, pendant l’été de 1986, le Festival Mahler de Toblach (Dobbiaco, Italie). Il a produit ou pris part à de nombreuses émissions de radio et de télévision, en particulier trente quatre programmes de deux heures sur la radio France Musique au sujet de la vie et de l’œuvre de Mahler, et six programmes d’une heure pour la radio WGUC de Cincinnati, et une série de six programmes sur les dernières années de la vie de Mahler pour la Radio suisse romande. Il a également collaboré à la conception et la production de la première grande exposition consacrée à Mahler: "Une œuvre, une vie, une époque" au Musée d'art moderne de la ville de Paris en 1985, qui a attiré plus de 27 000 visiteurs, dépassant tous les records précédents pour une exposition musicale. Dans le même contexte, il a organisé deux symposiums consacrés à Mahler, à Paris et à Montpellier. À l’occasion du cycle complet de l’œuvre de Mahler donné au théâtre du Châtelet à Paris, de février à mai 1989, il a mis en place deux expositions, l’une au Châtelet et l’autre, à la Bibliothèque Gustav Mahler, il a également donné cinq conférences et organisé un symposium à la Sorbonne,,. Henry-Louis de La Grange a été le conseiller du cycle Mahler donné par l’orchestre national de Lyon de 1991 à 1994 et, en 1999, il a organisé un symposium international sur "L’ironie dans la musique de Mahler" à l’Université de Montpellier. En 1998, il a passé trois semaines à San Francisco comme conférencier invité de la “Mahler Celebration” du San Francisco Symphony, et fut l’un des premiers musicologues européens à donner des conférences à Pékin. Il a également donné des conférences aux États-Unis et au Mexique en 2000, et en 2002, il a donné des lectures d’avant-concert à Philadelphie et à New York pour le Philadelphia Orchestra.
En 2000, puis en 2003, il est nommé au Conseil d'administration du Conservatoire national supérieur de musique et de danse de Paris pour des mandats de 3 ans.

## Distinctions

### Prix
- Un ensemble d’essais au sujet de Mahler a été publié en 1997 en l’honneur du 70e anniversaire d’Henry-Louis de La Grange[17].
- Charles Flint Kellogg Award in Arts and Letters du Bard College[18], 2002
- Österreichisches Ehrenkreuz für Wissenschaft und Kunst 1. Klasse (Arts et Lettres d'Autriche, 2010)[19]
- IGMG Vienna, Médaille d’or de l’Internationale Gustav Mahler Gesellschaft, 2010

### Titres honorifiques
- Titre de Professor par le gouvernement autrichien, 1988
- Honorary Doctor of Music, The Juilliard School, 2010[4],[5]

### Décorations
- Officier de la Légion d'honneur (2006)[20].
- Commandeur de l'ordre des Arts et des Lettres (1993)[21]
- Commandeur de l'ordre national du Mérite (1998)[22].

## Publications

### Livres
- (en) Mahler, vol. I (1860–1911), Garden City, New York: Doubleday & Co, 1973, 982 pages,  (ISBN 9780385005241).
- (en) Mahler, vol. I (1860–1911).  London: Gollancz, 1974, 987 pages,  (ISBN 9780575016729).
- Gustav Mahler (trois volumes):
  - vol. 1 : Vers la gloire (1860–1900). Paris: Fayard, 1979, 1149 pages,  (ISBN 9782213006611).
  - vol. 2 : L'âge d'or de Vienne (1900–1907). Paris: Fayard, 1983, 1278 pages,  (ISBN 9782213012810).
  - vol. 3 : Le génie foudroyé (1907–1911). Paris: Fayard, 1984, 1361 pages,  (ISBN 9782213014685).
- (en) Gustav Mahler (trois volumes):
  - vol. 2 : Vienna: The Years of Challenge (1897–1904). Oxford: Oxford University Press, 1995, 892 pages,  (ISBN 9780193151598).
  - vol. 3 : Vienna: Triumph and Disillusion (1904–1907). Oxford: Oxford University Press, 2000, 1000 pages,  (ISBN 9780193151604).
  - vol. 4 : A New Life Cut Short (1907–1911). Oxford: Oxford University Press, 2008, 1758 pages,  (ISBN 9780198163879).
- Vienne, une histoire musicale (deux volumes) :
  - vol. 1 : 1100–1848. Arles: Bernard Coutaz, 1990, 261 pages,  (ISBN 9782877120081).
  - vol. 2 : 1848 à nos jours. Arles: Bernard Coutaz, 1991, 261 pages,  (ISBN 9782877120470).
- Vienne, une histoire musicale (en français, édition combinée). Paris: Fayard, 1995, 417 pages,  (ISBN 978-2213595801).
- Mahler : À la recherche de l'infini perdu, traduit en japonais par Takashi Funayama. Tokyo: Soshiba, 1993, 277 pages,  (ISBN 9784794205193).
- Gustav Mahler, Paris, Fayard, 2007, 506 pages  (ISBN 9782213630786)
- (de) Ein Glück ohne Ruh' – Die Briefe Gustav Mahlers an Alma (première édition intégrale), éditée avec Günther Weiß et Knud Martner, Berlin: Siedler Verlag, 1995, 575 pages,  (ISBN 9783886805778).
- (nl) Op zoek naar Gustav Mahler [A la recherche de Gustav Mahler], traduit par Ernst van Altena. Amsterdam: Landsmeer, Meulenhoff, 1995, 127 pages,  (ISBN 9789029049320).
- (en) Gustav Mahler: Letters to his Wife, ed. Henry-Louis de La Grange, Güther Weiß, et Knud Martner, traduit par Antony Beaumont. Ithaca: Cornell University Press, 2004, 431 pages,  (ISBN 9780801443404).

### Autres publications
Une collection de ses articles et conférences a été publiée en japonais en 1992 par ARC (Tokyo), Japon.

Pendant dix ans (1986–1995) il a analysé les nouveaux enregistrements de Mahler pour le magazine français Diapason et a également écrit occasionnellement pour Le Monde, L'Événement du jeudi, Le Monde de la musique, Opus (Chatsworth, Californie : ABC Consumer Magazines), Scherzo (Madrid), Amadeus (Milan) et Le Nouvel Observateur.
- Notes de programme pour l'orchestre de Paris pour toutes les œuvres orchestrales de Mahler (1971–88).
- Notes de livrets pour des enregistrements microsillon et CD de nombreux enregistrements de Mahler, ainsi que d'autres compositeurs allant de Brahms à Tchaikovsky.
- Nombreuses contributions à des publications scolaires et universitaires.